# Оксазолидиноны
Оксазолидиноны — сравнительно новый класс синтетических антибактериальных препаратов. Первый представитель оксазолидинонов, линезолид, обладает преимущественно бактериостатическим эффектом и узким спектром активности.
Другие представители: tedizolid.
Главное клиническое значение линезолида заключается в действии на грамположительные кокки, устойчивые ко многим другим антибиотикам, в том числе на MRSA, пенициллинорезистентные пневмококки и ванкомицинорезистентные энтерококки.